# District de Saumur
Le district de Saumur est une ancienne division territoriale française du département de Maine-et-Loire de 1790 à 1795, nommé initialement Mayenne-et-Loire en 1790 et 1791.
En 1790 le département fut découpé en huit districts ; quatre centres de l'Ancien Régime (Angers, Baugé, Cholet et Saumur) et quatre autres chefs-lieux (Chateauneuf, Segré, Saint-Florent et Vihiers).
Le district de Saumur était composé des cantons de Saumur, Chacé, Dénezé-sous-Doué, Distre, Doué, Fontevrault, Gennes, Montreuil Bellay, Le Puy-Notre-Dame, Rosiers, Saint-Lambert-des-Levées et Villebernier.

## Galerie

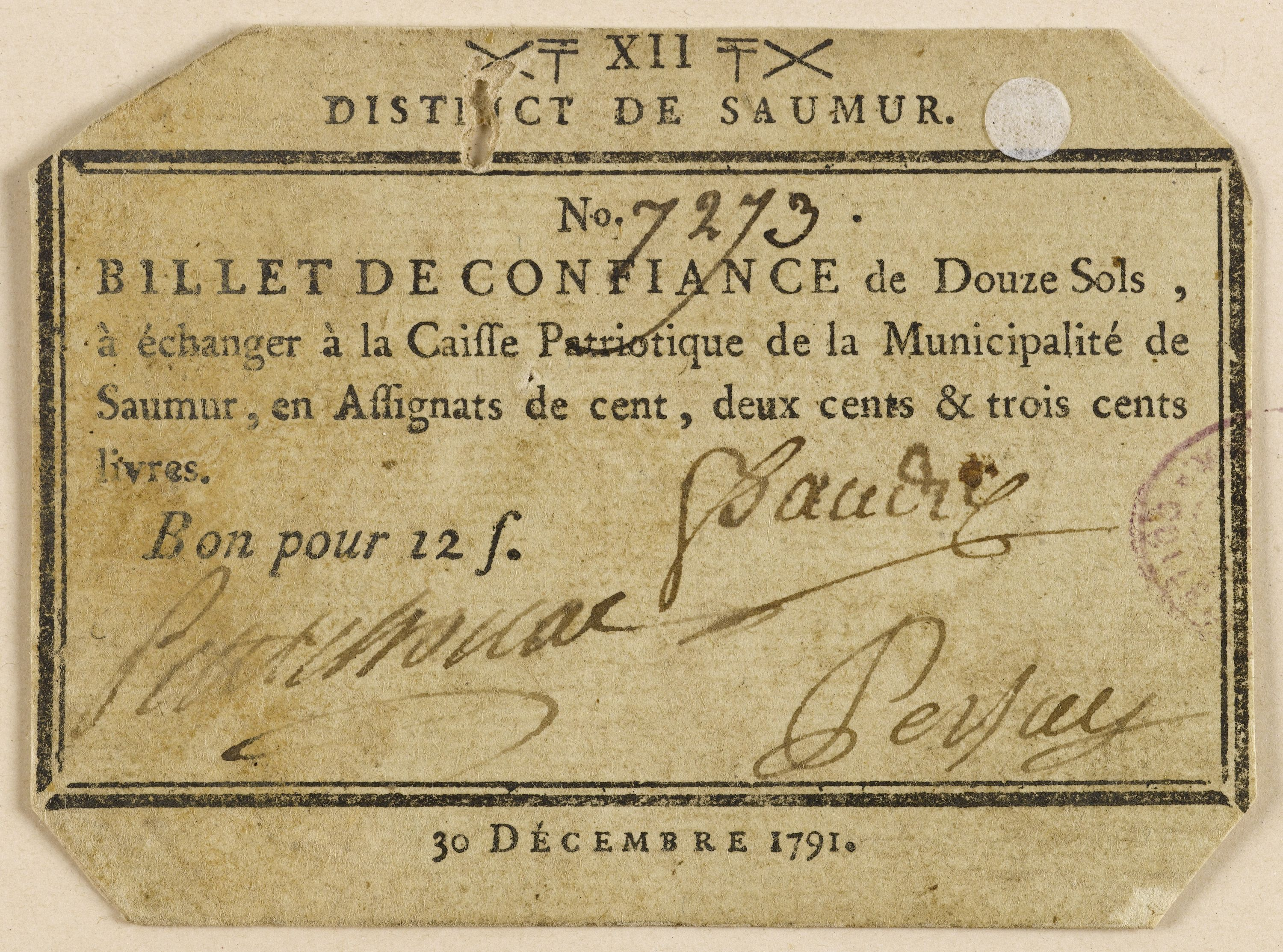
DISTRICT DE SAUMUR : billet de confiance de 12 sous (30 décembre 1791)

## Les autres districts de Maine-et-Loire
- District d'Angers
- District de Baugé
- District de Châteauneuf
- District de Cholet
- District de Saint-Florent
- District de Segré
- District de Vihiers